# Droga magistralna A18 (Litwa)
Droga magistralna A18 (lit. Magistralinis kelias A18) - droga magistralna w ciągu drogi międzynarodowej E77. Aktualnie jest drogą jednojezdniową z kilkoma skrzyżowaniami kolizyjnymi, jak i też m.in. z węzłem WB z drogą KK154. A18 omija Szawle od zachodniej strony, stanowiąc łącznik w ciągu drogi A12. Obwodnica znajduje się w całości w okręgu szawelskim.